# بيثان سيفيتر
بيثان سيفيتر (بالإنجليزية: Bethann Siviter)‏‏ (وُلدت في عام 1963) هي ممرضة قانونية بريطانية، يُعود أصلها إلى الولايات المتحدة. ألفت بيثان عددًا من الكُتب في التمريض، ومنها كتاب «The Student Nurse Handbook» الذي صدر عام 2004.